# Frontera entre Croàcia i Sèrbia
La frontera entre Croàcia i Sèrbia es la frontera internacional terrestre entre Croàcia, membre de la unió Europea i integrada en l'espai Schengen, i Sèrbia. Separa la regió sèrbia de la Vojvodina dels comtats croats d'Osijek-Baranja i Vukovar-Srijem.

## Descripció
La frontera està orientada aproximadament de nord a sud i 137 kilòmetres són delimitats pel riu Danubi. Al nord comença al trifini entre Croàcia, Sèrbia i Hongria i segueix el curs del Danubi cap a l'est fins a la ciutat sèrbia de Bačka Palanka. Es dirigeix cap al sud, després cap a l'oest i al sud, per unir-se al trifini amb Bòsnia i Hercegovina.

Reivindicacions croates a les regions de Bačka (en groc) i reconeixement consecutius a Baranja (terra nullius en verd).

Els dos països s'oposen a la part danubiana de la seva frontera: per a Sèrbia, és el tàlveg que serveix de delimitació, mentre que Croàcia afirma la ruta de les antigues fronteres entre els comtats hongaresos de Baranya i de Bács-Bodrog, que es remunten a una època en què el curs del riu seguia diversos meandres, en la seva major part situat a l'est del tàlveg actual. Aquestes reclamacions croates al costat serbi del riu impliquen a Croàcia la renúncia d'un territori que no és reclamat per cap dels dos països (terra nullius).

Evolució de la frontera de Sirmia i reivindicacions al voltant de Vukovar.

## Història
La frontera entre Croàcia i Sèrbia va ser demarcada el 1945 com a límit intern de la República Socialista Federal de Iugoslàvia, entre aquestes dues repúbliques federades. La seva part fluvial va seguir el tàlveg del Danubi; la seva part terrestre era inicialment gairebé rectilínia nord-sud del Danubi (Opatovać) a la Sava (Jamena). En 1946 i 1948 va ser modificat per un canvi territorial que va estendre el marge croat (dret) del Danubi fins a Ilok cap a l'Est i el marge serbi (esquerra) del Sava fins a Račinovci cap a l'oest. En el moment de la dissolució de Iugoslàvia aquesta frontera es va fer internacional, el seu recorregut va ser contestada per ambdós països i després de les guerres de Iugoslàvia finalment acceptat en 1996, a excepció de la part del Danubi on subsisteix el litigi sobre la diferència entre l'antic tàlveg i l'actual.

## Reivindicacions de laterra nullius
Tres micronacions reivendiquen la terra nullius entre els dos estats :
- Liberland[4][5]
- El Principat d'Ongal;.[6]
- El Regne d'Enclava.[7]